# Heliconius falvomaculata
Heliconius falvomaculata är en fjärilsart som beskrevs av Gustav Weymer 1893. Heliconius falvomaculata ingår i släktet Heliconius och familjen praktfjärilar. Inga underarter finns listade i Catalogue of Life.